# L'amore industrioso
L'amore industrioso és una òpera en tres actes composta per Giovanni Marco Rutini sobre un llibret italià de Gaetano Casorri. S'estrenà al Teatro San Cassiano de Venècia el 1765.	

A Catalunya, s'estrenà el 1770 al Teatre de la Santa Creu de Barcelona.